# De blanco volmacht
De blanco volmacht (Le blanc-seing) is een schilderij uit 1965 van de Belgische surrealistische schilder René Magritte. Het werk behoort tot de collectie van de National Gallery of Art in Washington D.C. Het was een van Magrittes laatste werken voor hij in 1967 overleed.
Het schilderij toont een vrouw te paard die door een bos rijdt. Door een door de schilder toegepaste optische illusie is het beeld gedeeltelijk gefragmenteerd, hoewel de kijker het op het eerste gezicht als een logisch geheel kan zien. De vrouw en het paard bevinden zich tegelijkertijd voor, tussen en achter de bomen. Haar rechterarm gaat gedeeltelijk schuil achter een boom die zich bij nadere beschouwing op de achtergrond bevindt.
Een mogelijke interpretatie is dat de samensmelting van het bos met de amazone een eenheid van mens en natuur suggereert. Maar zoals meestal bij Magritte roept het werk vooral vragen op, wat nog wordt versterkt door de raadselachtige titel. Zelf was de schilder van mening dat zijn werken geen speciale interpretatie behoefden; iedere beschouwer van het werk kan er zijn eigen invulling aan geven. Tevens gaf hij aan dat kunstcritici hem soms meer of iets geheel anders in zijn werken lieten zien dan hij er zelf bewust in had gelegd.